# NHK Trophy de 1987
NHK Trophy de 1987 foi a oitava edição do NHK Trophy, um evento anual de patinação artística no gelo organizado pela Federação Japonesa de Patinação (em japonês:  日本スケート連盟). A competição foi disputada na cidade de Kushiro, Japão.

## Eventos
- Individual masculino
- Individual feminino
- Duplas
- Dança no gelo

## Medalhistas
| Evento                        | Ouro                                                  | Prata                                             | Bronze                                      |
| Individual masculino detalhes | Christopher Bowman · Estados Unidos                   | Paul Wylie · Estados Unidos                       | Makoto Kano · Japão                         |
| Individual feminino detalhes  | Katarina Witt · Alemanha Oriental                     | Midori Ito · Japão                                | Tonya Harding · Estados Unidos              |
| Duplas detalhes               | Elena Leonova · Gennadi Krasnitski · União Soviética  | Gillian Wachsman · Todd Waggoner · Estados Unidos | Katy Keeley · Joseph Mero · Estados Unidos  |
| Dança no gelo detalhes        | Natalia Bestemianova · Andrei Bukin · União Soviética | Svetlana Liapina · Gorsha Sur · União Soviética   | Susan Wynne · Joseph Druar · Estados Unidos |

## Resultados

### Individual masculino
| Pos.              | Nome               | Nacionalidade   | Pontos | PC | PL |
| ----------------- | ------------------ | --------------- | ------ | -- | -- |
| Medalha de ouro   | Christopher Bowman | Estados Unidos  | 2.2    | 3  | 1  |
| Medalha de prata  | Paul Wylie         | Estados Unidos  | 2.4    | 1  | 2  |
| Medalha de bronze | Makoto Kano        | Japão           | 3.8    | 2  | 3  |
| 4                 | Sung Il Jung       | Coreia do Sul   | 6.0    | 5  | 4  |
| 5                 | Dmitri Gromov      | União Soviética | 6.6    | 4  | 5  |
| 6                 | Shubin Zhang       | China           | 8.4    | 6  | 6  |
| 7                 | David Liu          | Taipé Chinesa   | 10.8   | 7  | 8  |
| 8                 | Oliver Höner       | Suíça           | 11.0   | 10 | 7  |
| 9                 | Cameron Medhurst   | Austrália       | 13.6   | 9  | 10 |

### Individual feminino
| Pos.              | Nome            | Nacionalidade     | Pontos | PC | PL |
| ----------------- | --------------- | ----------------- | ------ | -- | -- |
| Medalha de ouro   | Katarina Witt   | Alemanha Oriental | 2.2    | 3  | 1  |
| Medalha de prata  | Midori Ito      | Japão             | 2.4    | 1  | 2  |
| Medalha de bronze | Tonya Harding   | Estados Unidos    | 3.8    | 2  | 3  |
| 4                 | Juri Ozawa      | Japão             | 6.0    | 5  | 4  |
| 5                 | Nancy Kerrigan  | Estados Unidos    | 6.6    | 4  | 5  |
| 6                 | Tamara Téglássy | Hungria           | 8.4    | 6  | 6  |
| 7                 | Tracy-Lee Brook | Austrália         | 10.2   | 8  | 7  |
| 8                 | Mari Asanuma    | Japão             | 10.8   | 7  | 8  |
| 9                 | Yibing Jiang    | China             | 12.6   | 9  | 9  |
| 10                | Sung Hee Koh    | Coreia do Sul     | 14.0   | 10 | 10 |

### Duplas
| Pos.              | Nome                               | Nacionalidade   | Pontos | PC | PL |
| ----------------- | ---------------------------------- | --------------- | ------ | -- | -- |
| Medalha de ouro   | Elena Leonova / Gennadi Krasnitski | União Soviética | 1.8    | 2  | 1  |
| Medalha de prata  | Gillian Wachsman / Todd Waggoner   | Estados Unidos  | 2.4    | 1  | 2  |
| Medalha de bronze | Katy Keeley / Joseph Mero          | Estados Unidos  | 4.2    | 3  | 3  |
| 4                 | Melanie Gaylor / Lee Barkell       | Canadá          | 5.6    | 4  | 4  |
| 5                 | Danielle Carr / Stephen Carr       | Austrália       | 7.8    | 7  | 5  |
| 6                 | Katherine Kates / Robert Kates     | Canadá          | 8.0    | 5  | 6  |
| 7                 | Akiko Nogami / Yoichi Yamazaki     | Japão           | 9.4    | 6  | 7  |

### Dança no gelo
| Pos.              | Nome                                | Nacionalidade   | Pontos | DC | DO | C+O | DL |
| ----------------- | ----------------------------------- | --------------- | ------ | -- | -- | --- | -- |
| Medalha de ouro   | Natalia Bestemianova / Andrei Bukin | União Soviética | 1.2    | 1  | 1  | 1   | 1  |
| Medalha de prata  | Svetlana Liapina / Gorsha Sur       | União Soviética | 2.4    | 2  | 2  | 2   | 2  |
| Medalha de bronze | Susan Wynne / Joseph Druar          | Estados Unidos  | 4.2    | 4  | 4  | 4   | 3  |
| 4                 | Lia Trovati / Roberto Pelizzola     | Itália          | 4.2    | 3  | 3  | 3   | 4  |
| 5                 | Sharon Jones / Paul Askham          | Reino Unido     | 6.0    | 5  | 5  | 5   | 5  |
| 6                 | Corinne Paliard / Didier Courtois   | França          | 7.2    | 6  | 6  | 6   | 6  |
| 7                 | Tomoko Tanaka / Hiroyuki Suzuki     | Japão           | 8.4    | 7  | 7  | 7   | 7  |
| 8                 | Penny Mann / Richard Perkins        | Canadá          | 9.6    | 8  | 8  | 8   | 8  |
| WD                | Viera Rehakova / Ivan Havranek      | Tchecoslováquia | —      | 9  | 9  | 9   | WD |

## Quadro de medalhas
| Ordem | País              | Medalha de ouro | Medalha de prata | Medalha de bronze |    | Ordem por total |
| ----- | ----------------- | --------------- | ---------------- | ----------------- | -- | --------------- |
| 1     | União Soviética   | 2               | 1                |                   | 3  | 2               |
| 2     | Estados Unidos    | 1               | 2                | 3                 | 6  | 1               |
| 3     | Alemanha Oriental | 1               |                  |                   | 1  | 4               |
| 4     | Japão             |                 | 1                | 1                 | 2  | 3               |
| TOTAL | TOTAL             | 4               | 4                | 4                 | 12 | —               |